# Scyliorhinus comoroensis
Scyliorhinus comoroensis är en hajart som beskrevs av Compagno 1988. Scyliorhinus comoroensis ingår i släktet Scyliorhinus och familjen rödhajar. IUCN kategoriserar arten globalt som otillräckligt studerad. Inga underarter finns listade i Catalogue of Life.